# Острый парапроктит
Острый парапроктит — острое воспалительное заболевание параректальной клетчатки. Инфекция из прямой кишки по протокам анальных желез может быстро проникать в одно из параректальных клетчаточных пространств — подкожное (чаще всего), ишиоректальное, пельвиоректальное, ретроректальное (очень редко).
По названиям этих пространств именуется и форма острого парапроктита — подслизистый, подкожный, ишиоректальный, пельвиоректальный (тазовопрямокишеный), ретроректальный. Различают иногда интрасфинктерный абсцесс, но этот термин лучше применять при хроническом парапроктите, ибо точно локализовать полость гнойника при остром процессе трудно. Внутреннее отверстие гнойника почти всегда одно, а наружных гнойников может быть два и более, причём эти наружные абсцессы нередко располагаются по обе стороны от ануса — сзади или спереди от прямой кишки (подковообразный парапроктит). «Дуга» такого абсцесса проходит позади, между анусом и копчиком (чаще) или спереди от заднего прохода (у женщин между анусом и ректовагинальной перегородкой). При этом диагностируют соответственно, задний или передний подковообразный острый парапроктит, причём с одной стороны абсцесс может быть подкожным, а с другой ишиоректальным и т. п. Чаще всего, более чем у половины всех больных, гнойник располагается на границе кожи и слизистой — подкожно-подслизистый краевой острый парапроктит. Очень неприятное заболевание.

## Клиника острого парапроктита
Клиника острого парапроктита характерна для любого параректального нагноения: припухлость, болезненность при пальпации, боли, нарастающие, а иногда внезапные, усиливающиеся при ходьбе и сидении, при кашле, при дефекации (не всегда), флюктуация в центре. Ухудшается общее состояние, появляется субфебрилитет. Более всего общее состояние страдает при глубоких (ишиоректальных, тазово-прямокишечных) гнойниках, в то время как местно при этих формах абсцесса изменения минимальны — почти нет покраснения кожи, нет флюктуации и только глубокий толчок верхушками пальцев вызывает боль с пораженной стороны.
При глубоком (высоком) ишиоректальном, пельвиоректальном или, тем более, позадипрямокишечном остром парапроктите общее состояние больного может быть тяжелым (высокая лихорадка, все признаки интоксикации, боли в глубине таза), а местные изменения подчас оказываются мало демонстративными: отсутствие флюктуации, нерезкая болезненность в глубине тканей с одной или с обеих сторон при толчке пальцами, неясная локальная болезненность стенок анального канала при пальцевом ректальном исследовании — и всё, так что диагностика высоких, экстрасфинктерных форм острого парапроктита сложна, и многие такие больные подолгу лечатся с самыми разными диагнозами, вплоть до гриппа. Главное — заподозрить парапроктит, помнить о нём.

## Микрофлора
Микрофлора параректальных гнойников обычно вульгарная, кишечная (чаще всего сочетание стафилококка с кишечной палочкой). В редких случаях превалирует анаэробная флора и возникает очень тяжелый, обширный анаэробный или (особенно у пожилых сердечных больных) гнилостный процесс.

## Диагностика острого парапроктита
Определить внутреннее отверстие гнойника на высоте воспаления бывает нелегко; при пальпации определяется только болезненная («заинтересованная») стенка анального канала, чаще всего задняя, так как на задней стенке анального канала располагаются наиболее глубокие и широкие заднепроходные крипты и именно здесь в большинстве случаев формируется первичный криптогландулярный абсцесс. Для точной идентификации внутреннего отверстия гнойника применяют его пункцию с введением в полость абсцесса витальной краски (лучше, с перекисью водорода), пятно которой определяется на маленьком марлевом тупфере, осторожно введенном на зажиме в прямую кишку по стенке, противоположной абсцессу. Вполне достаточно бывает осторожно пунктировать абсцесс, эвакуировать гной и, не извлекая иглы, ввести в полость гнойника краску (не форсируя, чтобы не имбибировать воспаленные ткани и не сформировать ложный ход). Определение внутреннего отверстия абсцесса необходимо, ибо в любом случае — будет или не будет оно санировано — нужно точно знать его расположение, чтобы впоследствии, если сформируется свищ, было легче выполнить радикальную плановую операцию.
Истинный острый парапроктит изначально связан с просветом прямой кишки: инфекция попадает в параректальную клетчатку из внутреннего отверстия абсцесса (или впоследствии, свища), располагающегося в одной из морганиевых крипт анального канала. Радикальное хирургическое лечение острого парапроктита состоит в широком вскрытии перианального абсцесса и ликвидации его внутреннего отверстия в анальном канале.

## Лечение острого парапроктита

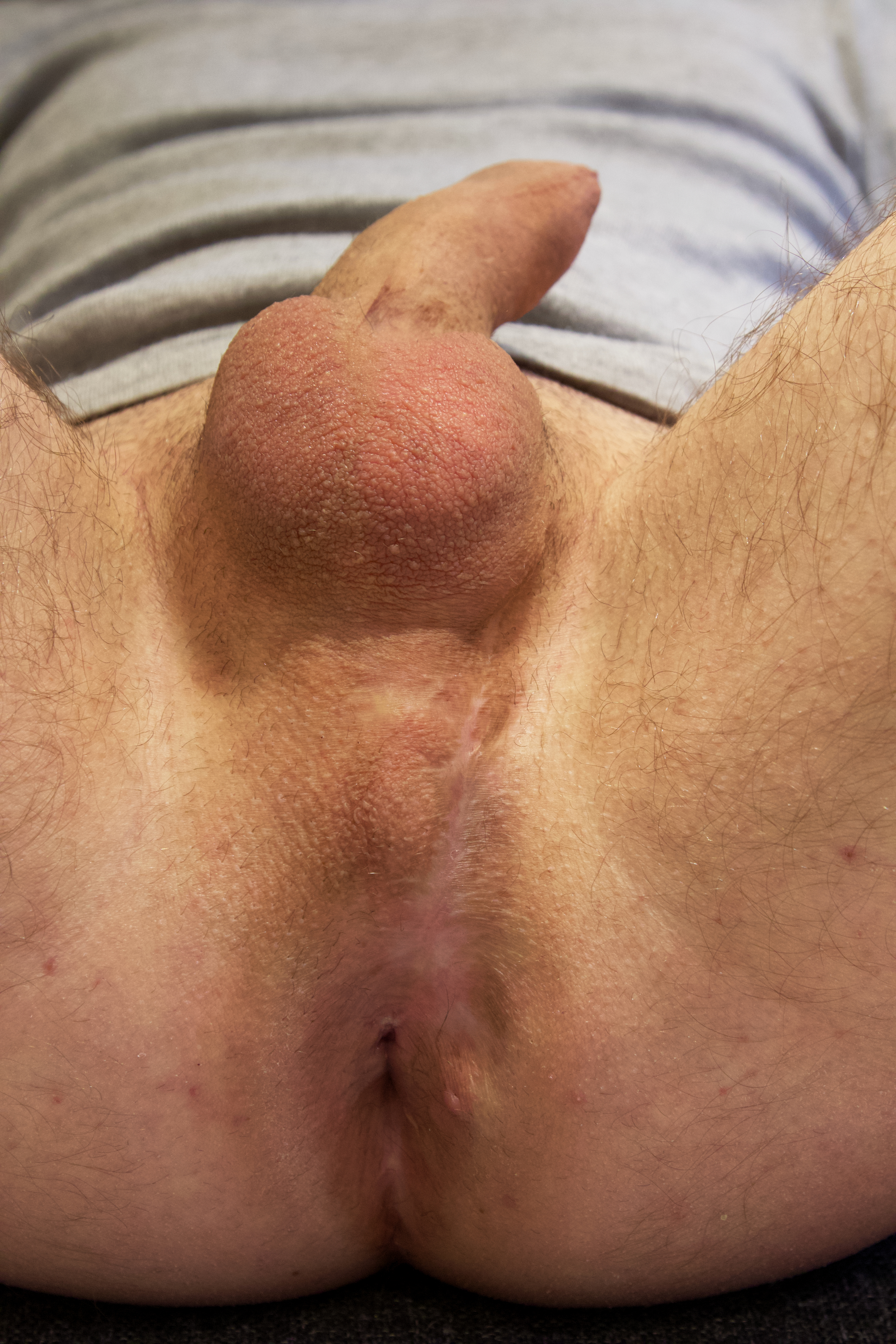
На промежности 27-летнего мужчины виден рубец (справа) после хирургического лечения парапроктита.

Больных с первичным острым парапроктитом в стадии абсцесса на прием попадает сравнительно немного; гнойник обычно вскрывают (прокалывают его переднюю стенку) в поликлинике, или абсцесс вскрывается самопроизвольно после традиционного домашнего лечения — теплые ванны, компрессы с ихтиолом или с мазью Вишневского. В таких случаях при наружном осмотре видна небольшая гнойная рана вблизи заднего прохода, а при пальцевом исследовании почти всегда удается установить локализацию внутреннего отверстия. При самопроизвольном или даже хирургическом вскрытии гнойника без обработки внутреннего отверстия абсцесса радикального излечения не наступает и потому при остром парапроктите (в том числе при самопроизвольном вскрытии гнойника) показано радикальное вмешательство под наркозом.
Решение вопроса о применении той или иной радикальной операции при остром парапроктите должно приниматься только специалистом-проктологом, а при поступлении таких больных в общехирургический стационар следует просто широко вскрыть и дренировать гнойник на промежности и предупредить больного о возможном рецидиве гнойника или образовании прямокишечного свища. Если это произойдет, следует направить больного для плановой операции в проктологическое отделение.
После вскрытия гнойника лучше впоследствии в плановом порядке, в проктологической клинике выполнить квалифицированно операцию по поводу сложного параректального свища, чем пытаться любым путём одномоментно радикально прооперировать острый парапроктит, не думая о будущей функции запирательного аппарата.